# Boris Grishin
Pour les articles homonymes, voir Grichine.
Boris Dmitrievich Grishin (en russe : Борис Дмитриевич Гришин, né le 4 janvier 1938 à Moscou) est un joueur de water-polo soviétique. Il est le mari de l'escrimeuse Valentina Rastvorova et le père du joueur de water-polo Evgueni Grichine et de l'escrimeuse Yelena Grishina.
Joueur du Dinamo Moscou et de l'équipe d'URSS de water-polo masculin, il est médaillé de bronze olympique aux Jeux olympiques d'été de 1964 à Tokyo et vice-champion olympique aux Jeux olympiques d'été de 1968 à Mexico.